# 나룻배 이야기 (드라마)
《나룻배 이야기》는 1981년 4월 11일에 방영된 TV문학관이다.

## 출연
- 김순철
- 정동환
- 서승희
- 임혁주
- 선우은숙
- 이신재
- 정해창
- 정영숙
- 백수련
- 전원주
- 기정수
- 이치우
- 하대경
- 정진
- 곽경환